# سيباستيان روث
سيباستيان روث (1 أبريل 1978 بجنيف في سويسرا - ) هو لاعب كرة قدم سويسري في مركز حراسة المرمى، شارك في بطولة أمم أوروبا 2004. وشارك مع منتخب سويسرا لكرة القدم. أما مع النوادي، فقد لعب مع إتويل كاروغ ولو مون لوزان ونادي سيرفيت ونادي شافهاوزن ونادي شينوا ونادي لوريان ويافردون سبور ‏ وSR Delémont ‏ وFC Solothurn ‏.

## وصلات خارجية
- سيباستيان روث على موقع رابطة كرة القدم الفرنسية للمحترفين (الإنجليزية)
- سيباستيان روث على موقع إي إس بي إن إف سي (الإنجليزية)
- سيباستيان روث على موقع قاعدة بيانات كرة القدم.إي يو (الإنجليزية)
- سيباستيان روث على موقع عالم كرة القدم.نت (الإنجليزية)